# Christian Chabanis
Christian Chabanis est un écrivain, philosophe et journaliste français, né le 9 août 1936 à Bourg-Saint-Andéol (Ardèche) et mort le 25 avril 1989 à Paris 7e.

## Biographie
Étudiant à l'Institut d'études provençales de la Sorbonne, Christian Chabanis a donné deux causeries sur Frédéric Mistral et la Provence devant la Société des félibres de Paris.
Journaliste, essayiste et romancier, il est également l'auteur de plusieurs ouvrages de réflexions et d'enquêtes sur la place de la foi et de l'Église catholique dans le monde moderne et également sur la mort, l'enfance. Il fut lauréat du Grand prix catholique de littérature en 1985. Il a créé la collection « Verse et controverse » aux éditions Beauchesne.
Il repose au cimetière de Théoule-sur-Mer.

## Publications

### Ouvrages
- Jeanne de Flandreysy La passion de la gloire  Christian Chabanis. Éditions de la salamandre 1964
- Les jeunes d'aujourd'hui : découverte de soi-enseignement, Jean Camp, Christian Chabanis, éditions du Centurion, 1967
- Gustave Thibon témoin de la lumière, éditions Beauchesne 1967
- Entretiens, Gustave Thibon, éditions Fayard, 1975
- Bâtisseur de cathédrales, éditions S.O.S., 1977
- Dieu existe ? Oui, entretiens avec Jacques Delors, Françoise Dolto, Robert Hossein, Joseph Fontanet, François Ceyrac, Stock 1979
- Jean-Paul I, illustré par Jacques Poirier, édition le Sarment, 1981
- Jean Salusse, édition de la Caisse nationale des monuments historiques et des sites, 1982
- La mort, un terme ou un commencement, entretiens avec  Philippe Ariès, Emmanuel Lévinas, Emmanuel Leroy-Ladurie, Jérôme Lejeune, Francis Jeanson, Jean-Marie Lustiger, Luis Miguel Dominguín, Marcel Bigeard, Ariane Mnouchkine, Jean Dausset, etc., édition Fayard, 1982
- Dieu existe ? Non, entretiens avec Raymond Aron, Jacques Duclos, Roger Garaudy, Pierre Debray Ritzen, Alfred Grosser, Daniel Guérin, Eugène Ionesco, François Jacob, Alfred Kastler, Claude Lévi-Strauss, Isabelle Meslin, Edgar Morin, Henri Petit, Jean Rostand et Jean Vilar, Stock 1982
- Il était une fois l'enfant, éditions Fayard, 1984
- À ceux qui ne croient plus en rien, ni en personne, éditions Fayard 1985
- Au nom du pauvre, éditions S.O.S, 1987
- Obsession de Dieu : les chemins de ma vie, Desclee de Brouwer, 1991